# المقايسة المناعية المانحة للإنزيم المنسل
المقايسة المناعية المانحة للإنزيم المنسل
( بالإنجليزية:المقايسة المناعية المانحة للإنزيم المنسل، اختصاراً:CEDIA).هي مقايسة مناعية إنزيمية تنافسية متجانسة . تعتمد على استخدام إنزيمات مكونة من شدفتين بحيث تكون كل شدفة غير فعالة وحدها وعند وضعها ضمن محلول يحوي شروط مناسبة تعاود هذه الشدف اجتماعها لتشكل الإنزيم الفعال.
يتم استخدام هذه الطريقة في تحاليل الكيمياء الحيوية من خلال ربط إحدى الشدفتين بالحَليلَة (المادة المراد تحليلها) وبذلك تبقى شدفة الإنزيم المرتبطة بالحليلة قادرة على معاودة الارتباط مع شدفة الانزيم الأخرى وتشكيل انزيم فعال ولكن في حال ربط الحَليلَة مع الضد النوعي لها ستصبح غير قادرة على الارتباط مع الشدفة الأخرى وتشكيل الانزيم الفعال.
لتحديد كمية حَليلَة ما في عينة
يُضاف قسم من العينة إلى محلول يحوي:
- شدف الإنزيم المرتبطة بالحَليلَة.
- شدف الإنزيم الأخرى.
- ضد مباشر للحَليلَة.
- ركازة إنزيم التفاعل.

يحدث تنافس على الضد بين الحَليلَة الموجودة في العينة، المراد معرفة تركيزها وبين شدف الإنزيم المرتبطة بالحَليلَة. عند وجود الحَليلَة بتركيز عالي في العينة ستكون كمية شدف الإنزيم المرتبطة بالحَليلَة غير القادرة على تشكيل إنزيم فعال قليلة نسبيا (بسبب قلة كمية الحَليلَة التي ارتبطت مع الضد مقارنة بكمية الحَليلَة الكلية) وبالتالي ستكون الفعالية الإنزيمية عالية. بينما في حال وجود الحَليلَة بتركيز منخفض في العينة سيحدث زيادة نسبية بكمية شدف الإنزيم المرتبطة بالحَليلَة غير القادرة على تشكيل إنزيم فعال (بسبب ارتفاع كمية الحَليلَة التي ارتبطت مع الضد مقارنة بكمية الحَليلَة الكلية) وبالتالي ستكون الفعالية الإنزيمية منخفضة.